# 1979年2月26日日食
1979年2月26日日食是一次日全食，發生於1979年2月26日。新月當天（即朔日），地球上觀測到月球和太阳的角距離極小，此時月球如果恰好在月球交點附近，穿過太阳和地球之間，與地球、太阳接近一直線，則會出現日食。月球本影接觸地表而使該區域完全得不到陽光，就會形成日全食，同時在本影兩側數千公里的半影範圍內遮擋部分陽光，形成日偏食。此次日全食經過了美国、加拿大、格陵兰，日偏食則覆蓋了北美洲的大部分及周邊部分地區。

## 日食概況

### 出現區域
太平洋東北部、加拿大夏洛特皇后群島（現已更名為海達瓜依）西南約790公里的洋面在日出時最先看到日全食，隨後月球本影向東偏南移動，在美国俄勒冈州和华盛顿州交界處海岸登上北美洲，並逐漸轉向東北移動，進入加拿大後在安大略省肯諾拉區西部達到最大食分。此後本影斜貫哈德森灣，劃過拉布拉多半島北部、巴芬島南部及其他小島，最後登上丹麥王國屬地格陵兰並在日落時分結束於今東北格陵蘭國家公園內。
本影經過的陸地包括：
- 美国：登陸後經過俄勒冈州北部和华盛顿州南部，自西南向東北斜貫爱达荷州中部偏北和蒙大拿州近一半，又經過北达科他州西北部後出境；
- 加拿大：經過薩斯喀徹溫省東南部、曼尼托巴省南部、安大略省西北部後覆蓋西北地区（今屬努納武特地區）的渥太華群島及緊貼魁北克省西北部的小島，又劃過魁北克省西北部，覆蓋西北地区（今屬努納武特地區）的查爾斯島（英语：Charles Island (Nunavut)），自西南向東北斜貫巴芬島南部並覆蓋其緊鄰小島，其中在安大略省肯諾拉區西部達到最大食分；
- 格陵兰：覆蓋迪斯科島西北部，自西南向東北斜貫今阿萬納塔中部偏南之後進入今東北格陵蘭國家公園並離開地表。[3][4]

除了狹窄的全食帶內能看見日全食之外，月球半影覆蓋範圍內都能看到日偏食，包括北美洲除美国阿拉斯加州西半部、伊丽莎白女王群岛北部、格陵兰東北部、巴拿马中東部、小安的列斯群岛以外的大部分，以及冰岛、揚馬延島、法罗群岛、不列顛群島除设德兰群島東半部和英格兰東部以外的大部、法国西北部、伊比利亚半岛西部、亚速尔群岛。

### 基本參數
- 類型：日全食
- 食甚中心處（位於加拿大安大略省肯諾拉區西部）資料：
  - 時間：1979年2月26日16:54:16.0
  - 地點：52°7.9′N 94°27.1′W / 52.1317°N 94.4517°W
  - 食分：1.0391（全食帶內最大）
  - 日全食持續時間：2分48.9秒

## 觀測
這是2017年8月21日之前北美大陸能看到的最後一次日全食（美国在1991年7月11日也能看到日全食，但僅限位於太平洋上的夏威夷州部分地區）。美国俄勒冈州波特蘭是此次全食帶內的最大城市，但受到濃密的雲層影響，並不能看到日全食，只有城外部分地區恰好能從雲縫中看到太阳，此外也有包機服務供乘客在空中觀測日全食。雲層覆蓋了美国俄勒冈、华盛顿兩州的大部分地區，蒙大拿州西部有一部分雲，而在北达科他州等地，觀測則順利完成。傑·珀薩喬夫教授率領的威廉姆斯学院觀測隊前往加拿大曼尼托巴省的布蘭登大學成功觀測了日全食。

## 文學作品
美国作家安妮·迪拉德在华盛顿州中部的雅基馬河峽谷觀看了本次日全食。她在散文《日全食》中描述了她對日食的印象，這篇文章首先發表在《Antaeus》雜誌上，後來被收錄在她的作品集《教石頭說話》（1982年）中。此後，該文章被選入《本世紀（20世紀）美國最佳散文選》（2000年）。迪拉德描述了一種幾乎無法抗拒的情感體驗，她寫道：「我祈禱你永遠不會在天空中看到任何更可怕的東西。」在描述其他旁觀者的反應時，她說「我聽到了尖叫聲」。
加拿大小說家道格拉斯‧柯普蘭的小說《X世代》的開頭也提到了本次日食。

美国蒙大拿州博茲曼市的日全食
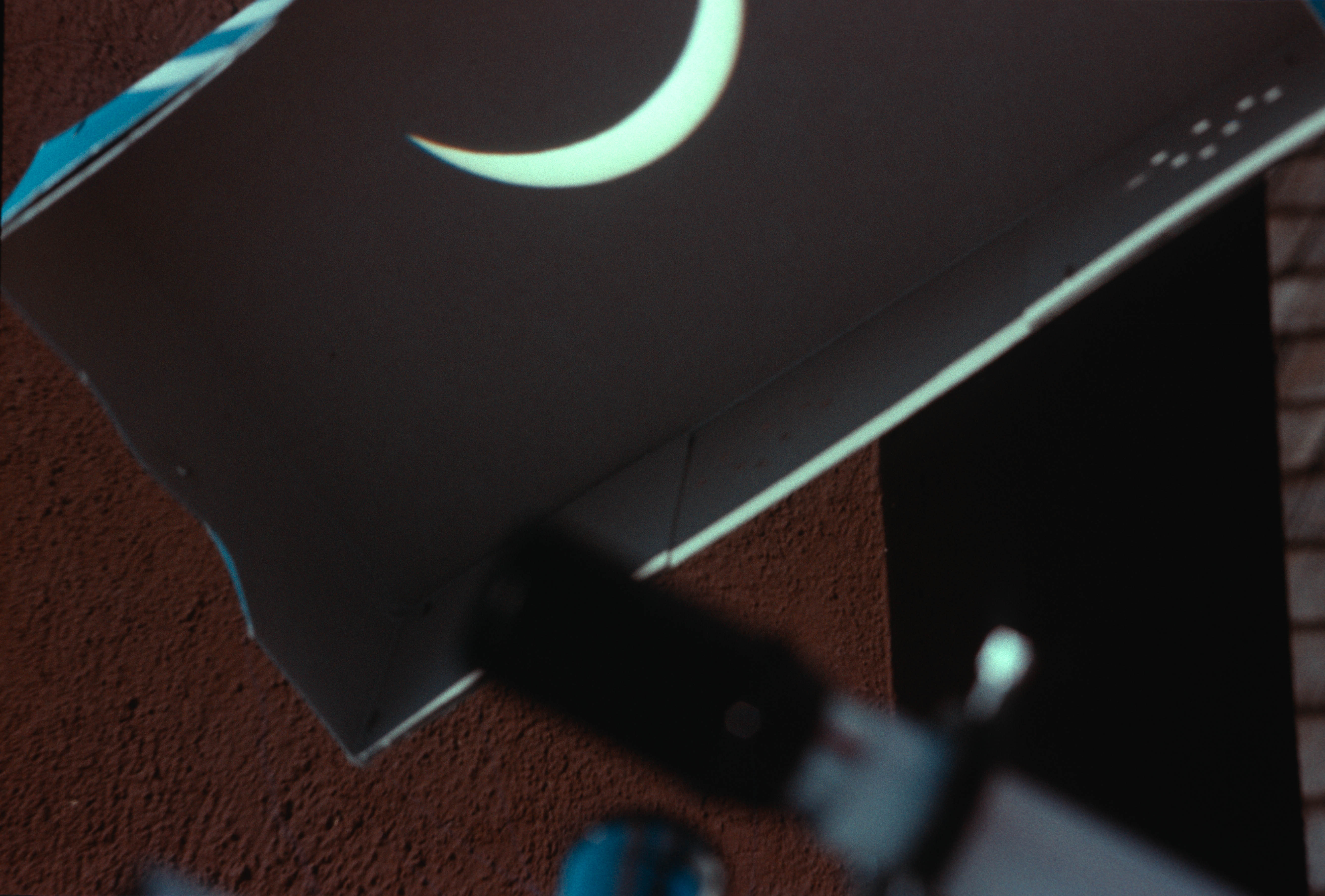
美国南达科他州錫尼克（英语：Scenic, South Dakota）的日偏食投影

## 相關的日食

### 1979-1982年的日食
月球交替位於相對的月球交點時，以半個交點年（食年），即約177天又4小時間隔出現下列日食。
| 降交點                                                          | 降交點                   |          | 升交點                   | 升交點 |
| 沙羅周期                                                        | 地圖                     | 沙羅周期 | 地圖                     |        |
| 120                                                             | 1979年2月26日 全食       | 125      | 1979年8月22日 環食       |        |
| 130                                                             | 1980年2月16日 全食       | 135      | 1980年8月10日 環食       |        |
| 140                                                             | 1981年2月4日 環食        | 145      | 1981年7月31日 全食       |        |
| 150                                                             | 1982年1月25日 偏食（南） | 155      | 1982年7月20日 偏食（北） |        |
| 註：1982年6月21日和1982年12月15日的日偏食屬於下一組交點年系列。 |                          |          |                          |        |

### 沙羅周期
沙羅周期長度為18年11天。本次日食屬於沙羅週期120，共包含71次日食，依次為933年5月27日至1041年7月30日的7次日偏食、1059年8月11日至1492年4月26日的25次日環食、1510年5月8日至1564年6月8日的4次全環食（亦稱混合食）、1582年6月20日至2033年3月30日的26次日全食、2051年4月11日至2195年7月7日的9次日偏食，總共歷時1262.11年。其中最長的全食發生於1997年3月9日，共持續了2分50秒。
下表列舉了1901年至2100年間發生的屬於該周期的日食，是第55至65次：
| 55            | 56            | 57            |
| ------------- | ------------- | ------------- |
| 1907年1月14日 | 1925年1月24日 | 1943年2月4日  |
| 58            | 59            | 60            |
| 1961年2月15日 | 1979年2月26日 | 1997年3月9日  |
| 61            | 62            | 63            |
| 2015年3月20日 | 2033年3月30日 | 2051年4月11日 |
| 64            | 65            |               |
| 2069年4月21日 | 2087年5月2日  |               |

## 資料來源
1. ↑  樊忠玉. . 中国天文科普网.   [2016-03-11]. （原始内容存档于2014-09-17）.
2. 1 2  Fred Espenak. . NASA Eclipse Web Site.   [2016-03-11]. （原始内容存档于2020-10-23）.（英文）
3. ↑  Fred Espenak. . NASA Eclipse Web Site.   [2016-03-11]. （原始内容存档于2020-11-14）.（英文）
4. ↑  Xavier M. Jubier. .   [2016-03-11]. （原始内容存档于2019-06-09）.（法文）（英文）
5. ↑  Fred Espenak. . NASA Eclipse Web Site.   [2016-03-11]. （原始内容存档于2008-08-29）.（英文）
6. ↑  . The Register-Guard. 1979-02-26: 1  [2016-03-13]. （原始内容存档于2020-10-18）.（英文）
7. ↑   (PDF). 生活. 1979-04: 110–118  [2016-03-13]. （原始内容 (PDF)存档于2016-03-13）.（英文）
8. ↑  . The Daytona Beach News-Journal. 1979-02-27: 1  [2016-03-13].（英文）
9. ↑  . Williams College.   [2016-03-13]. （原始内容存档于2020-08-04）.（英文）
10. ↑  Atwan, Robert. Oates, Joyce Carol , 编.  Reprint. Mariner Books. 2001-10-10. ISBN 9780618155873 （英语）.
11. ↑  Fred Espenak. . NASA Eclipse Web Site.（英文）

## 外部連結
- NASA日食專頁（页面存档备份，存于）（英文）
- 可見區域圖和時間統計：由弗雷德·埃斯佩纳克做出的日食預報，NASA/GSFC
  - Google互動地圖呈現的日食範圍
  - 貝塞爾元素
- Google地圖顯示的日全食和日偏食範圍（页面存档备份，存于）（法文）（英文）

圖片及錄影：
- 1979年日全食（页面存档备份，存于），ABC新聞（英文）
- 日全食圖片（页面存档备份，存于），拍攝於美国蒙大拿州羅伊（英文）
- 1970-1984年間的多次日全食（页面存档备份，存于），本次拍攝於加拿大曼尼托巴省里弗頓（英语：Riverton, Manitoba）（英文）

| \| \| 日食 \|                             |                              |                                           |
| 上一次日食： 1978年10月2日日食 （日偏食） | 1979年2月26日日食 （日全食） | 下一次日食： 1979年8月22日日食 （日環食） |
| 上一次日全食： 1977年10月12日日食         | 1979年2月26日日食 （日全食） | 下一次日全食： 1980年2月16日日食          |
|                                           | 日食                         |                                           |